# 쿨카시아족
쿨카시아족(Culcasia族, 학명: Culcasieae 쿨카시에아이[*])은 천남성아과의 족이다.

## 하위 분류
- 쿨카시아속(Culcasia P.Beauv.)
- Cercestis Schott